# Zone of the Enders
Zone of the Enders est une série de jeux vidéo d’action développée et éditée par Konami depuis 2001.

## Liste des jeux
- 2001 : Zone of the Enders sur PlayStation 2, développé et édité par Konami.
- 2001 : Zone of the Enders: The Fist of Mars sur Game Boy Advance, développé et édité par Konami.
- 2003 : Zone of the Enders: The 2nd Runner sur PlayStation 2, développé et édité par Konami.

## Zone of the Enders HD Collection
En 2012 sort Zone of the Enders HD Collection sur PlayStation 3 et Xbox 360, développé par Kojima Productions et édité par Konami. Cette compilation reprend, à l'identique, les deux opus sortis sur PlayStation 2 avec un lissage des textures du moteur graphique et l'ajout de trophées / succès. Cette version reçoit la note de 7/10 dans Canard PC.

## OAV
Un OAV est sorti en 2001 : Zone of the Enders: Idolo. Il s'agit d'une préquelle au jeu vidéo Zone of the Enders.

## Série animée
Diffusée en 2001, Zone of the Enders: Dolores, i est une suite de l'OAV Zone of the Enders: Idolo, se déroulant entre les deux jeux et impliquant de nouveaux protagonistes.